# Necrotaulius apicalis
Necrotaulius apicalis is een fossiele soort schietmot uit de familie Necrotauliidae.